# Prionobrama
Genre
Le genre Prionobrama ne concerne que deux espèces de poissons américains de la famille des Characidae et de l'ordre des Characiformes.

## Liste des espèces
Selon FishBase (12 juin 2015):
- Prionobrama filigera - (Cope, 1870) - Characin de verre à queue rouge
- Prionobrama paraguayensis - (Eigenmann, 1914)